# Vaste Keurings Commissie
De Vaste Keurings Commissie (VKC) was een Nederlandse organisatie die tot januari 2013 actief was op het gebied van kwaliteitsjureringen in de tuinbouwsector en de registratie van siergewassen ter bevordering van de handel in deze gewassen onder de correcte naamsaanduiding. De jureringen waren bedoeld om te komen tot kwaliteitsverbetering van de gewassen, verbreding van het assortiment en de promotie van tuinbouwproducten. De organisatie heeft  haar hoofdkwartier gehad in Aalsmeer en Roelofarendsveen.

## Geschiedenis
In 1889 hield de door de ledenvergadering van de Koninklijke Maatschappij voor Tuinbouw en Plantkunde  (KMTP) opgerichte Bloemen, Planten en Groentencommissie haar eerste vergadering en keuringen. In 1909 werd deze commissie omgedoopt in de huidige naam. Tussen 1889 en 1949 waren de maandelijkse keuringen in Artis in Amsterdam. Hierna verhuisden de keuringen naar Aalsmeer, dat vanwege de aanwezigheid van onder meer de Bloemenveiling en vele tuinbouwbedrijven als een geschiktere locatie werd gezien. In 1984 ging de VKC op alle Nederlandse bloemenveilingen de maandelijkse keuringen uitvoeren.
Meer dan een eeuw heeft de Vaste Keuringscommissie (VKC) gevaren onder de vlag van de KMTP. Al in 1880 wilden de toenmalige bestuurders dat er gekeurd werd op kwaliteit en goede naamgeving van bloemisterijproducten. 
Het voorstel van de bekende Haarlemse bloembollenexpert en handelaar J.H. Krelage om drie vaste keuringscommissies in te stellen (een van vruchten en groenten, een voor bloemen en een wetenschappelijke commissie voor ziekten) werd aangenomen en op 27 juni 1889 werd de eerste vergadering en keuring gehouden in de Koningszaal van Artis te Amsterdam.
De vele keuringen die in de loop der jaren plaatsvonden, zorgden ook voor publiciteit over de gekeurde producten. Ze waren vaak aan een tentoonstelling of plaatselijke presentatie gekoppeld. De medailles en prijsuitreikingen gaven de nodige ruchtbaarheid aan de verschillende kweekproducten zoals: bolgewassen, boomkwekerijproducten, vaste planten en de sierteeltproducten onder glas. Wie herinnert ze zich niet, de bordjes met prijsvermelding van de VKC op de Floriade, de Keukenhof of de jaarlijkse zomerbloemententoonstellingen.
In 1909 werd de oorspronkelijke naam van Bloemen, Planten en Groentencommissie vervangen door die van Vaste Keuringscommissie (VKC).
Op 1 januari 2000 werd de VKC losgekoppeld van de KMTP en vanaf dit moment was de Stichting VKC een zelfstandige organisatie.
De VKC hield zich naast het jureren en beoordelen van bloemen en planten bezig met registratie van bloemisterijproducten. Een deel van deze activiteiten werd rechtstreeks gefinancierd door de opdrachtgevers en het Productschap Tuinbouw betaalde een fors deel van de kosten van de VKC, vooral daar waar het de instandhoudingskosten betrof.
Vanwege het wegvallen van de collectieve financiering door het Productschap Tuinbouw  werd besloten om VKC en Florecom (een stichting werkzaam op het gebied van coderen, standaardiseren en distribueren van bloemisterijproducten) samen te voegen tot één sterke serviceorganisatie voor de sierteelt gericht op vier kernactiviteiten: registreren, coderen, standaardiseren en distribueren. Andere activiteiten zoals het keuren en jureren en Florinet werden beëindigd.
De nieuwe Stichting Floricode werd actief op 1 januari 2013.